# 牛宿增五
摩羯座3，又名BD-12 5680，HD 192666、SAO 163402、HR 7738，是摩羯座的一颗恒星，视星等为6.32，位于銀經31.12，銀緯-24.35，其B1900.0坐标为赤經20h 10m 50.6s，赤緯-12° -24.35′ 36″。